# Ministerul Familiei, Tineretului și Egalității de Șanse
Ministerul Familiei, Tineretului și Egalității de Șanse este unul din ministerele care fac parte din Guvernul României. Înființat la data de 25 noiembrie 2021, este condus de Natalia-Elena Intotero.

## Obiective
Sarcinile ministerului sunt administrarea infrastructurii pentru tineret și familie, combaterea violenței domestice și proiecte pentru tineret. Ideea unui Minister al Familiei, Tineretului și Egalității de șanse a venit de la UDMR la negocierile purtate în ultimele săptămâni pentru formarea noii coaliții de guvernare de la Palatul Victoria.

## Miniștri
- Gabriela Firea (în Guvernul Nicolae Ciucă) 25 noiembrie 2021 - 13 iunie 2023
- Gabriela Firea  (în Guvernul Marcel Ciolacu) 14 iunie 2023 - 13 iulie 2023
- Bogdan-Gruia Ivan (interimar) (în Guvernul Marcel Ciolacu) 14 iulie 2023 - 19 iulie 2023
- Natalia-Elena Intotero (în Guvernul Marcel Ciolacu) 19 iulie 2023 - prezent)